# 라디오존데

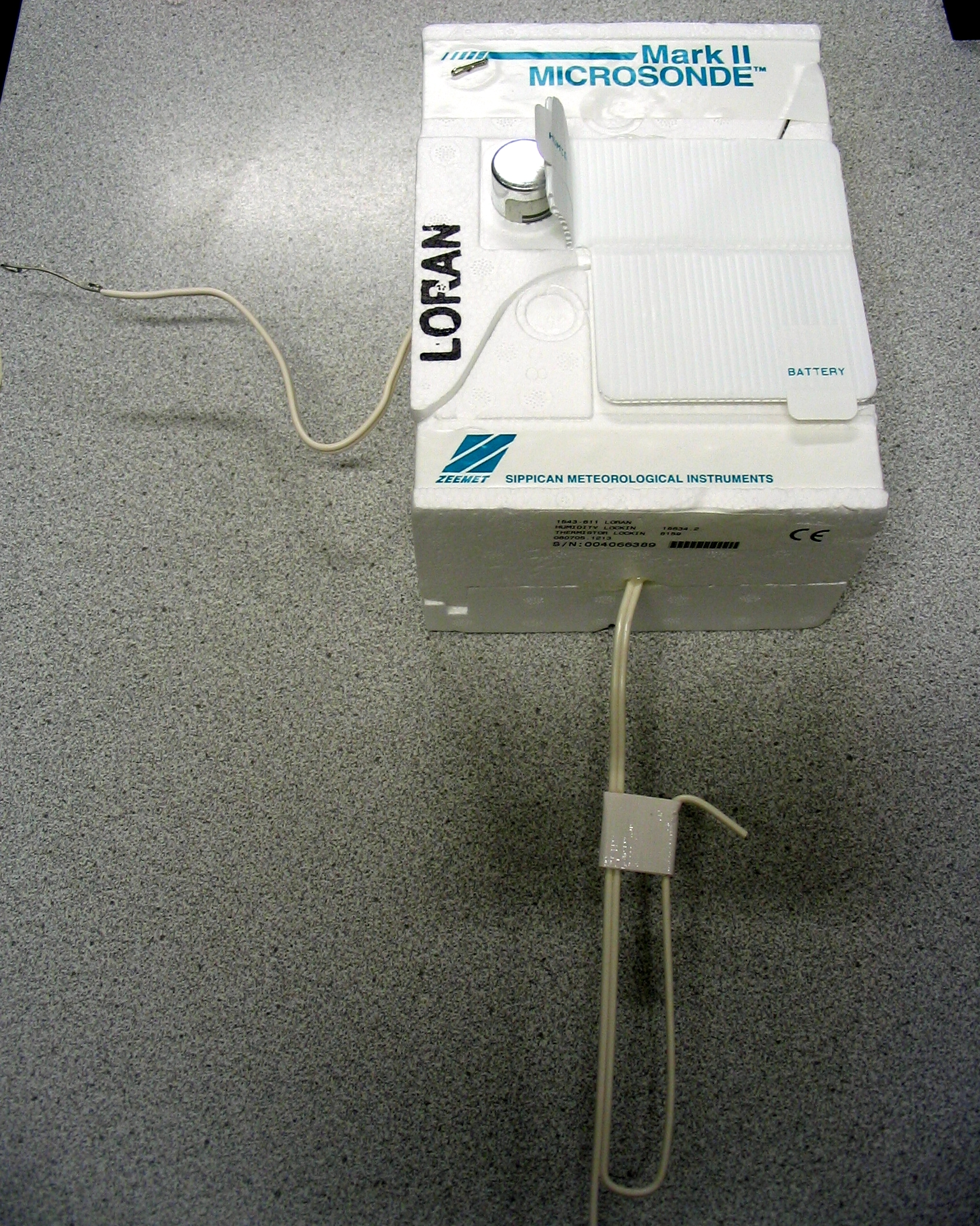
라디오존데

라디오존데(radiosonde)는 전파를 이용한 기상 관측 기기로, 상공의 기압, 기온, 습도, 풍향, 풍속 등을 측정한다. 레이윈존데(Rawinsonde)도 라디오존데와 마찬가지로 고층 기상 관측에 쓰인 관측 장비이지만, 현재는 라디오존데를 가리키는 말로 쓰이고 있다. 상공의 기압은 반경 4cm의 공합(空盒)을 2개 겹친 것, 기온은 쌍금속, 습도는 6cm의 모발(毛髮)을 이용하여 측정한다. 측정된 각 요소의 변화는 기계에 붙어 있는 바늘에 전달되며 바늘은 부호판에 접촉된다. 이에 따라 부호가 지상에 발신된다. 세계고층기상관측망을 구성하는 모든 관측소에서는 협정 세계시(UTC)로 매일 0시와 12시에 2회씩 상층 기상요소를 관측하고 있다.

## 같이 보기
- 대기 모델
- 대기열역학
- 바이살라